# Tepache
Tepache là một đô thị thuộc bang Sonora, México. Năm 2005, dân số của đô thị này là 1184 người.